# Dong-myeon, Yanggu-gun
Dong-myeon (koreanska: 동면) är en socken i provinsen Gangwon, i den norra delen av Sydkorea, 120 km nordost om huvudstaden Seoul. Den ligger i kommunen Yanggu-gun. I norr gränsar Dong-myeon till Nordkorea. 